# Тамарино (Николаевская область)
Тамарино (укр. Тамарине) — село в Снигирёвском районе Николаевской области Украины.
Основано в 1923 году. Население по переписи 2001 года составляло 1066 человек. Почтовый индекс — 57316. Телефонный код — 5162.

## Местный совет
57316, Николаевская обл., Снигирёвский р-н, с. Тамарино